# 上武正二
上武 正二（かみたけ まさじ、1909年 - 1983年7月28日）は、日本の心理学者。

## 経歴
1935年に東京文理科大学心理学科を卒業後、ベルリン大学に学んだ。東京教育大学助教授、教授、教育学部長を歴任。1962年「双生児法による心的遺伝の研究」で東京教育大学より文学博士の学位を取得。1965年に定年退官し名誉教授となり、明星大学教授に就任。1980年11月 勲三等旭日中綬章を受章。

## 著書
- 『児童心理』誠文堂新光社、1950年、教職教養シリーズ
- 『新発達心理学』金子書房、1951年
- 『精神機能における遺伝と環境 双生児法による実証的研究』誠文堂新光社、1971年
- 『発達心理学総説』金子書房、1974年

### 共編著
- 『児童心理選書 第3巻 子どもの反抗』編、金子書房、1957年
- 『ほめ方・しかり方の心理学』辰野千寿共編、新光閣書店、1958年
- 『教育相談の技術』編、東洋館出版社、1959年
- 『非行生徒の心理と指導』辰野千寿共編著、新光閣書店、1963年
- 『知能の心理学』辰野千寿共編、新光閣書店、1968年
- 『児童心理学』編、協同出版、1970年
- 『幼児心理学』編、協同出版、1970年
- 『児童心理学事典』辰野千寿・高野清純・石田恒好共編、協同出版、1974年

## 論文
- 「児童集団の条件発生的研究」 『教育心理研究』 第14巻 5号 1941
- 「統率心理の研究 (2)」 『教育心理研究』 第14巻 6号 1939
- 「統率心理の研究 (3)」 『教育心理研究』 第14巻 12号 1939
- 「統率心理の研究 (4)」 『教育心理研究』 第15巻 5号 1940
- 「児童集団における統率過程の条件発生的研究 I II III 」『心理学研究』 第16巻 5・6 合輯 1941 - 第17巻 2輯 1942
- 「触覚ならびに運動領域にはたらく遺伝の力についての実験的研究」 東京教育大学心理学研究室編 『教育心理学』 第1集 1949
- 「統率の心理」 東京文理科大学児童研究会編 『児童心理叢書 VII. 児童と社会生活』 金子書房 1950
- 「身体および運動能の発達」 依田新編 『教育心理学』 金子書房 1950
- 「グルーピングと指導者」 児童研究会編 『児童問題新書 1. グルーピング』 金子書房 1950
- 「プロジェクティブ・メソッド」 『児童心理』 第4巻 6号 1950
- 「能力別学級編成の結果について」 『児童心理』 第4巻 11号 1950
- 「児童・生徒の教師観の変貌」 『児童心理』 第4巻 12号 1950
- 「学童期の心理」 『教育大学講座 31. 児童青年心理学』 金子書房 1951
- 「心理学からみたグループ活動」 『社会と学校』 第5巻 2号 1951
- 「不良化と家庭環境」 『児童心理』 第5巻 3号 1951
- 「指導者の向性とその発達に関する研究 (第一報)」 『田中寛一博士古希記念論文集 教育心理学の諸問題』 日本文化科学社 1952
- 「双生児 (1)(2)」 『児童心理』 第6巻 5号 - 6号 1952
- 「児童心理学 I. 身体的成長」 『教育研究事典』 金子書房 1954
- 「学習環境」 『教育心理実験講座 5. 学習指導の心理』 岩崎書店 1955
- 「発達と遺伝」 『現代教育心理学大系 2. 人間発達の基礎的理解』 中山書店 1958
- 「『まばたき』反射における遺伝的規定の研究」 藤田恒太郎編 『双生児の研究・第III集』 日本学術振興会 1962
- 「双生児法による心的遺伝の研究-脳波における遺伝要因について」 『心理学研究』 第33巻 6号 1963